# Rhizamoeba schnepfii
Rhizamoeba schnepfii is een soort in de taxonomische indeling van de Amoebozoa. Deze micro-organismen hebben geen vaste vorm en hebben schijnvoetjes. Met deze schijnvoetjes kunnen ze voortbewegen en zich voeden. Het organisme komt uit het geslacht Rhizamoeba en behoort tot de familie Leptomyxidae. Rhizamoeba schnepfii werd in 1997 ontdekt door Kuhn.